# والتر هامادا
والتر هامادا (بالإنجليزية: Walter Hamada)‏ هو مخرج ومنتج أفلام أمريكي. انضم إلى نيو لاين سينما في عام 2007، حيث عمل كمنتج تنفيذي في أفلام مثل الشعوذة (2013)، وأنابيل (2014)، والشعوذة 2 (2016)، وإطفاء الأنوار (2016)، والشيء (2017). وفي يناير عام 2018، تم تعيينه رئيسًا لإنتاج الأفلام في شركة وارنر برذرز. بيكتشورز.

## المسيرة المهنية
بدأ مسيرته المهنية كمساعد في تري ستار وأصبح نائب رئيس الإنتاج في كولومبيا بيكتشرز. وفي عام 2007 أنضم إلى نيو لاين سينما، هي فرع لشركة وارنر بروس، حيث شغل منصب تنفيذي إنتاجي لمدة عشر سنوات. أشرف على أفلامهم من نوع الرعب مع ديف نوستاديتر، بما في ذلك سلسلة الشعوذة والشيء (2017). كما شارك في كتابة قصة 47 رونين (2013)، فيلم من يونيفرسال بيكتشرز من بطولة كيانو ريفز.
في يناير/ كانون الثاني 2018، بعد أن كان أداء «فرقة العدالة» دون المستوى وضعيفاً تجارياً،  عينت وارنر بروس حمادة كرئيس لشركة أفلام دي سي. وهو يشرف على إنتاج عالم دي سي السينمائي وغيرها من الأفلام المبنية على دي سي، ويعمل عن كثب مع جيف جونز، الرئيس والمدير الإبداعي في دي سي كوميكس. وفقاً لهوليوود ريبورتر، فهو يشرف على فيلم دي سي شازام!  (2019) بسطر جديد أعجب توبي إمريش، الرئيس آنذاك والمسؤول الرئيسي عن المحتوى من وارنر بروس بيكتشرز.

## أفلامه
| العام | الفيلم                | الدور             |
| ----- | --------------------- | ----------------- |
| 2002  | نادي الفتيان          | منتج              |
| 2007  | همس                   | منتج              |
| 2009  | يوم الجمعة الثالث عشر | منتج تنفيذي       |
| 2009  | الوجهة النهائية       | منتج تنفيذي       |
| 2010  | كابوس في شارع إلم     | منتج تنفيذي       |
| 2011  | الوجهة النهائية 5     | منتج تنفيذي       |
| 2013  | بيرت وندرستون المذهل  | منتج تنفيذي       |
| 2013  | الشعوذة               | منتج تنفيذي       |
| 2013  | 47 رونين              | القصة منتج تنفيذي |
| 2014  | في العاصفة            | منتج تنفيذي       |
| 2014  | انابيل                | منتج تنفيذي       |
| 2015  | المشنقة               | منتج تنفيذي       |
| 2016  | الشعوذة 2             | منتج تنفيذي       |
| 2016  | إطفاء الأنوار         | منتج تنفيذي       |
| 2016  | جحر                   | منتج تنفيذي       |
| 2016  | الذئاب في بابنا       | منتج تنفيذي       |
| 2017  | أنابيل: التكوين       | منتج تنفيذي       |
| 2017  | الشيء                 | منتج تنفيذي       |
| 2018  | الوسم                 | منتج تنفيذي       |
| 2019  | المرأة المعجزة 1984   | منتج تنفيذي       |

## وصلات خارجية
- والتر حمادة في وارنر بروس.
- والتر هامادا على موقع IMDb (الإنجليزية)
- والتر هامادا على موقع ألو سيني (الفرنسية)
- والتر هامادا على موقع قاعدة بيانات الفيلم (الإنجليزية)